# Камйонна (Венґровський повіт)
Камйонна (пол. Kamionna) — село в Польщі, у гміні Лохув Венґровського повіту Мазовецького воєводства.
Населення — 489 осіб (2011).
У 1975-1998 роках село належало до Седлецького воєводства.

## Демографія
Демографічна структура станом на 31 березня 2011 року:
|          | Загалом | Допрацездатний вік | Працездатний вік | Постпрацездатний вік |
| -------- | ------- | ------------------ | ---------------- | -------------------- |
| Чоловіки | 261     | 65                 | 175              | 21                   |
| Жінки    | 228     | 48                 | 128              | 52                   |
| Разом    | 489     | 113                | 303              | 73                   |